# 大船町
大船町（おおふなまち）は、神奈川県の中央南部、鎌倉郡に属していた町。

## 地理
- 河川 : 柏尾川

## 歴史
- 1888年（明治21年）11月1日 - 大船駅が開業。
- 1889年（明治22年）4月1日 - 町村制施行により、大船村、小袋谷村、台村、今泉村、岩瀬村および山内村が合併し、小坂村（おさかむら）が成立する。
- 1933年（昭和8年）
  - 2月11日 - 小坂村が町制施行し、大船町へ改称する。
  - 4月2日 - 玉縄村を編入する。

- 1948年（昭和23年）
  - 3月7日 - 大船町警察署（現在の大船警察署）が開設される。
  - 6月1日 - 鎌倉市へ編入される。

現在は、鎌倉市大船地区が該当する。

## 交通
鉄道路線
- 大船駅 - 東海道本線
- 大船駅、北鎌倉駅－横須賀線

道路
- 鎌倉街道 - 現在の神奈川県道21号横浜鎌倉線
- 京浜急行線

## 名所・旧跡・観光スポット・祭事・催事
- 松竹大船撮影所
- 大船観音寺
- 玉縄城
- 建長寺
- 円覚寺
- 浄智寺
- 称名寺 (鎌倉市)
- 常楽寺 (鎌倉市)
- 成福寺 (鎌倉市)
- 龍寶寺
- 熊野神社 (鎌倉市)
- 光照寺 (鎌倉市)